# Corentin Louis Kervran
Corentin Louis Kervran (Quimper, 3 marzo 1901 – Quimperlé, 2 febbraio 1983) è stato uno pseudoscienziato francese.
Funzionario dell'amministrazione pubblica di professione, è noto per la formulazione di pseudoscientifiche teorie di natura alchemica, che affermavano l'esistenza di reazioni nucleari nelle ovaie degli uccelli.

## Biografia
Lo scienziato francese è noto soprattutto per la sua difesa della trasmutazione biologica. Lavorò come ispettore del lavoro a Chambéry, in Savoia, negli anni trenta, operando come esperto di malattie da radiazione in campo professionale. Durante la seconda guerra mondiale prese parte alla resistenza francese.

### Trasmutazioni biologiche di elementi chimici
A partire dal 1935 raccoglie dati ed esegue esperimenti che lo portano a postulare la controversa teoria della trasmutazione degli elementi chimici all'interno degli organismi viventi. 
Kervran, in particolare, sosteneva l'esistenza di trasmutazioni atomiche del potassio in calcio nel processo di formazione del guscio d'uovo, che riportava un contenuto di calcio maggiore di quello introdotto con l'alimentazione. Poiché tali trasmutazioni dovevano comportare il rilascio di enormi quantità di energia, Kervran sostenne l'esistenza di un fenomeno di fusione a bassa energia, secondo un processo a bassa energia che egli definì frittage (sinterizzazione). L'esistenza di queste reazioni non è mai stata dimostrata né è stato possibile replicare i risultati di Kervran; l'effetto Kervran è ritenuto stravagante e pseudoscientifico.
L'intera sua teoria sulle trasmutazioni biologiche a bassa energia, e le relative applicazioni nei più disparati campi dello scibile scientifico, gli hanno valso l'assegnazione postuma di una delle prime edizioni del premio Ig Nobel per la fisica, quella del 1993, accompagnata dalla seguente motivazione:
(Motivazione del premio Ig Nobel per la fisica 1993)

## Opere

### Articoli
- Bilans Metaboliques Anormaux et transmutations biologiques, Revue Generale des Sciences, July-August, 1960.
- Les intoxications par l'oxyde de carbone dans les ateliers de soudure ou de traitement thermique des metaux, L'usine Nouvelle, 1961.
- Matiere vivante et transmutation, Planete No. 4, 1962.

### Libri
- Transmutations Biologiques, Métabolismes Aberrants de l'Azote, le Potassium et le Magnésium, Parigi, Librairie Maloine S.A., 1962.
- Transmutations Naturelles, Non Radioactives, Parigi, Librairie Maloine S.A., 1963.
- Transmutations à Faible Énergie, Parigi, Librairie Maloine S.A., 1964.
- A la Découverte des Transmutations Biologiques, Parigi, Librairie Maloine S.A., 1966.
- Preuves Relatives à l'Existence de Transmutations Biologiques, Parigi, Librairie Maloine S.A., 1968.
- Transmutations Biologique en Agronomie, Parigi, Librairie Maloine S.A., 1970.
- Preuves en Géologie et Physique de Transmutations à faible Énergie, Parigi, Librairie Maloine S.A., 1973.
- Preuves en Biologie de Transmutations à faible Énergie, Parigi, Librairie Maloine S.A., 1975.
- Transmutations Biologiques et Physique Moderne, Parigi, Maloine S.A., 1982.
- The Reality of Frittage (English version) by Kazumichi Takashita, Sakumei-sha, Japan, 2012.

Traduzioni italiane:
- Alla scoperta delle trasmutazioni biologiche. Riassunto delle spiegazioni a fenomeni biologici aberranti, (trad. a cura dell'Istituto biologico di integrazione naturali), Edagricole, Bologna, 1969.
- Prove in geologia e fisica delle trasmutazioni e debole energia, Antonio Giannone Editore, Palermo, 1983 (2ª ed. riv. e corretta, Leporano 2007). ISBN 9788895223018.
- Prove in biologia delle trasmutazioni a debole energia, Antonio Giannone Editore, Palermo, 1986.
- Trasmutazioni biologiche e fisica moderna, Antonio Giannone Editore, Palermo, Società Editrice Andromeda, Bologna, 1992.